# Corydoras loxozonus

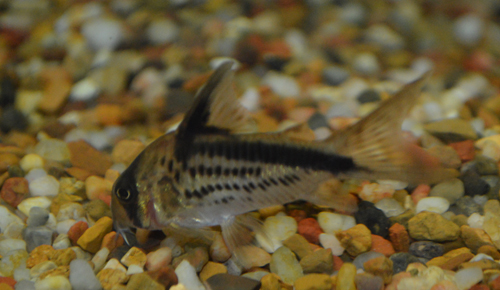
C. loxozonus

Corydoras loxozonus là một loài cá da trơn nước ngọt nhiệt đới thuộc chi Corydoras trong họ Callichthyidae. Loài này được tìm thấy ở lưu vực thượng nguồn sông Meta, thuộc lãnh thổ Colombia.
Tên của loài này, loxozonus, được ghép từ hai từ loxos ("xiên, chéo") và zona ("thắt lưng"), ám chỉ đến dải sọc chéo màu đen trên cơ thể của nó. Nhiều loài trong chi Corydoras vẫn chưa được mô tả, trong đó có C. loxozonus, và nó được đánh số thứ tự là C079, C082, C083 cho đến khi được xác định một cách chính xác.

## Mô tả
C. loxozonus trưởng thành dài khoảng 5 - 5,5 cm. Chúng thường sống ở tầng đáy của các sông hồ, thích hợp với môi trường nước có độ pH từ 6,0 đến 8,0, độ cứng của nước khoảng 2 - 25 dGH và nhiệt độ khoảng từ 21 đến 24 °C. Thức ăn chủ yếu của C. loxozonus là giun, côn trùng, động vật giáp xác và rong rêu. Cá mái đẻ trứng trong thảm thực vật dày và không bảo vệ trứng. Ở C. loxozonus trưởng thành, cá đực có xu hướng nhỏ hơn so với cá mái.
Tương tự như các loài khác trong Corydoras, C. loxozonus cũng được nuôi làm cá cảnh.

## Sinh sản
Tới mùa sinh sản, cá mái giữ 2 - 4 quả trứng giữa vây bụng của nó, cá đực sẽ thụ tinh trong khoảng 30 giây. Sau đó, cá mái sẽ bơi đến một nơi thích hợp, nơi nó sẽ gắn những quả trứng rất dính lên bề mặt. Các cặp cá sẽ lặp lại quá trình này cho đến khi khoảng 100 quả trứng đã được thụ tinh.